# Benjamin Pitman

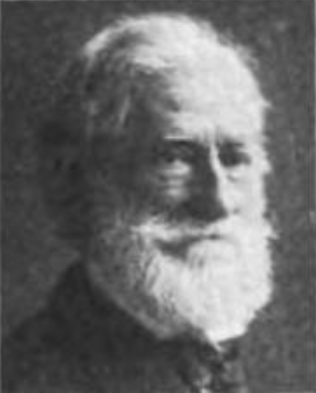
Porträt von Benjamin Pitman aus: Herringshaw’s National Library of American Biography, Band IV, 1914, Seite 470

Benjamin „Benn“ Pitman (* 24. Juli 1822 in Trowbridge, Wiltshire, England; † 28. Dezember 1910 in Cincinnati, Ohio) war ein englisch-amerikanischer Schriftsteller, Verbreiter der von seinem Bruder Isaac Pitman entwickelten Pitman-Kurzschrift in den USA sowie meisterhafter Holzschnitzer und Förderer der Arts-and-Crafts-Bewegung.

## Leben
Benn Pitman wurde in Trowbridge, Wiltshire, geboren und erhielt eine umfassende Grundausbildung, u. a. bei dem Dichter George Crabbe. Ab 1837 unterstützte er seinen Bruder Isaac Pitman bei der Entwicklung der nach ihm benannten Kurzschrift. Zwischen 1843 und 1852 hielt er Vorträge über dieses System in Großbritannien und war maßgeblich an der Erstellung der Lehrbücher seines Bruders beteiligt. 1849 heiratete er Jane Bragg aus Manchester. 1853 emigrierte Benn Pitman mit seiner Familie in die Vereinigten Staaten, zunächst nach Philadelphia und Canton, Ohio, bevor sie sich dauerhaft in Cincinnati, Ohio, niederließen. Dort gründete er das Phonographic Institute zur Verbreitung der Pitman-Kurzschrift in den USA. Während des Bürgerkriegs diente er in der Unionsarmee und war von 1863 bis 1867 als offizieller Stenograf bei wichtigen Gerichtsverhandlungen tätig, unter anderem beim Prozess gegen die Verschwörer des Attentats auf Abraham Lincoln. Nach dem Tod seiner ersten Frau Jane 1878 heiratete Benn Pitman 1881 Adelaide Nourse, mit der er eine Tochter hatte. Er starb 1910 in Cincinnati.

## Werk

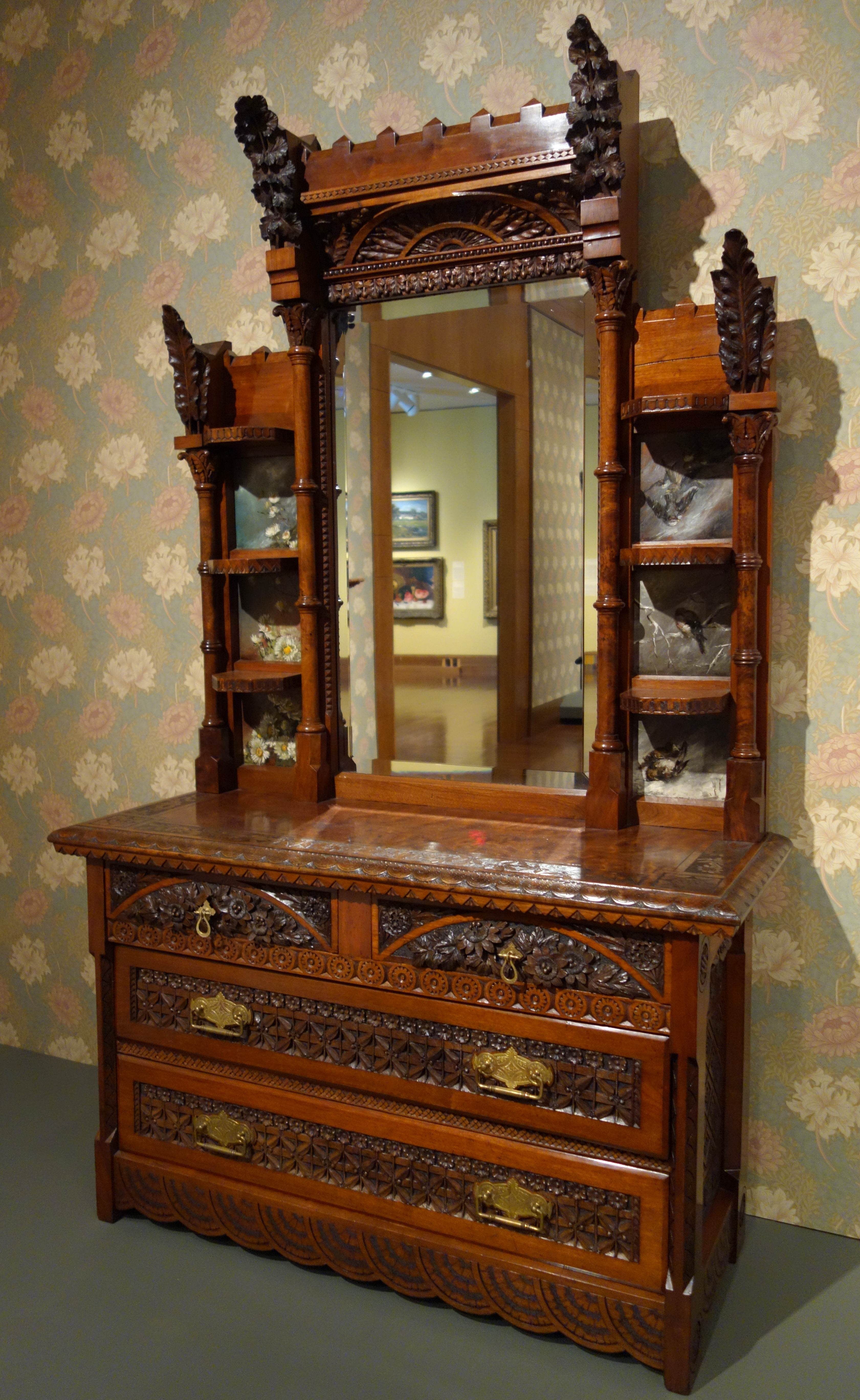
Dresser: Entwurf und Ausführung von Benn Pitman und Adelaide Nourse Pitman, um 1882–1883, (amerikanischer Schwarznussbaum, Weißeiche, bemalte Paneele, Glas, vergoldetes Messing). Cincinnati Art Museum

Ab 1873 widmete sich Pitman der Holzschnitzkunst und unterrichtete an der McMicken School of Drawing and Design, der späteren Art Academy of Cincinnati. Sein Ziel war es, das amerikanische Kunstgewerbe zu fördern und insbesondere Frauen neue Berufsmöglichkeiten zu eröffnen. Seine Arbeiten zeichnen sich durch naturalistische Motive aus und hatten großen Einfluss auf die Arts-and-Crafts-Bewegung im Mittleren Westen der USA.